# Dieu personnel
L'expression Dieu personnel caractérise un « principe supérieur », objet des cultes et des croyances, quand il est conçu, ou connu, comme possédant certaines caractéristiques d'une personne. Cela aussi bien dans les monothéismes que dans un système polythéiste. Cette particularité est intimement liée à la notion même de Dieu en Occident,,,.

## Monothéismes
Le caractère « personnel » de Dieu est une des particularités du monothéisme. Il se caractérise par la relation filiale entre le fidèle et son Dieu[réf. nécessaire] auquel il s'adresse souvent à l'exclusion de tout autre partenaire,.